# Mitvárpuszta
Mitvárpuszta  (horvátul: Mitrovac) falu Horvátországban, Eszék-Baranya megyében. Közigazgatásilag Laskafaluhoz tartozik.

## Fekvése
Eszéktől légvonalban 17, közúton 23 km-re északra, községközpontjától légvonalban 5, közúton 8 km-re északkeletre Baranyában, a Drávaszög területén fekszik.

## Története
A „Sedam bunara – Mitvar” régészeti lelőhely leleteinek tanúsága szerint területe már az őskorban lakott volt. A szántóföldi művelés során a korai és középső bronzkorban gyártott dunántúli mészbetétes kerámiák töredékei őskori településről tanúskodnak. Ugyanitt ókori leletek is előkerültek, köztük egy misztikus kettős állatfej formájára kidolgozott kocsirúdvég.
A falu a középkorban is létezett. 1289-ben „Mychvarch” alakban Szár-Somlyó várának tartozékai között említik először. 1439-ben és 1450-ben „Mythwarcz”, 1492-ben „Lythwarcz”, 1499-ben „Nythwarcz” írásmóddal szerepel a korabeli oklevelekben. 1435-ben és 1438-ban a Monostoriaké. 1439-ben Monostori László utód nélküli halála esetére a király a Garaiaknak adta. 1448-ban Bucsányi Osvátnak adta zálogba. Később a Bucsányiak és a Garaiak perre mentek miatta, mire a király a Garaiak javára döntött. 1492-ben Turóczi György birtoka volt. 1494 és 1499 között a bajnai Both család birtoka volt. 1499-ben a monostori Zalay és a Verebélyi család birtoka lett. A középkori település 1526-ban a török hadjárat során valószínűleg elpusztult. 1591-ben a török adókönyvben „Mitvar puszta” néven szerepel a szekcsői-mohácsi szandzsák részeként. 1687-ben a felszabadító háborúk során elnéptelenedett. Egy 1698. évi adóösszeírásban 6 forinttal adózó, közepes nagyságú helységnek mondják.
A mai település a 19. század végén mezőgazdasági majorként keletkezett a bellyei uradalom területén. Lakosságát 1900-ban számlálták meg először önállóan, akkor 67-en lakták. Baranya vármegye Baranyavári járásához tartozott. A település az első világháború után az új szerb-horvát-szlovén állam, majd később (1929-ben) Jugoszlávia része lett. 1922-ben a délszláv állam hatósága hivatalos nevét Mitvárpusztáról Mitrovacra változtatta. 1941 és 1944 között ismét Magyarországhoz tartozott, majd a háború után ismét Jugoszlávia része lett. A második világháború végén a német lakosság nagy része elmenekült a partizánok elől. Az itt maradtakat a kommunista hatóságok kollektív háborús bűnösökké nyilvánították, minden vagyonuktól megfosztották és munkatáborba zárták. Az életben maradtakat később Németországba és Ausztriába telepítették ki. 1946-ban az ország más részeiről szállítottak ide teljesen elszegényedett horvát családokat, akik megkapták az elűzött németek házait. Az 1991-es népszámlálás adatai szerint 111 főnyi lakosságának 49%-a horvát, 18%-a szerb, 10%-a magyar, 9%-a jugoszláv nemzetiségű volt.
1991 augusztusában a jugoszláv hadsereg által támogatott szerb szabadcsapatok elűzték a falu nem szerb lakosságát, akik Eszékre, vagy Magyarország felé menekültek. A falut teljesen kifosztották, a horvátok és magyarok házaiba szerbek költöztek. A lakosság többsége a háborút száműzetésben töltötte. A településnek 2011-ben 20 lakosa volt, akik többségben mezőgazdasággal foglalkoztak.

## Lakossága
| Lakosság változása | Lakosság változása | Lakosság változása | Lakosság változása | Lakosság változása | Lakosság változása | Lakosság változása | Lakosság változása | Lakosság változása | Lakosság változása | Lakosság változása | Lakosság változása | Lakosság változása | Lakosság változása | Lakosság változása | Lakosság változása |
| ------------------ | ------------------ | ------------------ | ------------------ | ------------------ | ------------------ | ------------------ | ------------------ | ------------------ | ------------------ | ------------------ | ------------------ | ------------------ | ------------------ | ------------------ | ------------------ |
| 1857               | 1869               | 1880               | 1890               | 1900               | 1910               | 1921               | 1931               | 1948               | 1953               | 1961               | 1971               | 1981               | 1991               | 2001               | 2011               |
| 0                  | 0                  | 0                  | 0                  | 67                 | 87                 | 0                  | 0                  | 450                | 192                | 199                | 201                | 149                | 111                | 64                 | 20                 |

(1900-tól 1981-ig településrészként. 1921-ben és 1931-ben lakosságát Laskafaluhoz számították.)

## Gazdaság
A településen hagyományosan a mezőgazdaság és az állattartás képezi a megélhetés alapját.